# Venturia compacta
Venturia compacta är en stekelart som beskrevs av David B. Wahl 1987. Venturia compacta ingår i släktet Venturia och familjen brokparasitsteklar. Inga underarter finns listade i Catalogue of Life.